# سدیم تترا هیدروبورات
سدیم بورو هیدرید، یا سدیم تترا هیدرو بورات، ترکیبی معدنی با فرمولاسیون NaBH4 است. این جامد سفید رنگ معمولاً به صورت پودری بوده و به عنوان عامل کاهنده در کاربردهای شیمیایی در دو مقیاس آزمایشگاهی و صنعتی استفاده می‌شود. این ماده در ساخت خمیر چوب کاربرد دارد، ولی به دلیل هزینه‌ی بالای آن در صنعت چوب از آن استفاده نمی‌شود. این ترکیب در الکل‌ها، در برخی از اترها و در آب حل می‌شود، اگرچه به آهستگی هیدرولیز می‌شود.
این ترکیب، در دهه ی 1940 به وسیلهٔ‌ی  H. I. Schlesinger کشف شد.  H. I. Schlesinger به دنبال یافتن ترکیبات قرار اورانیوم بود. نتایج این تحقیق در سال 1953 از حالت محرمانه خارج شده و منتشر شد.

## ویژگی‌ها
سدیم بورو هیدرید پودری میکرو‌کریستالی بی بو به رنگ سفید و یا خاکستری مایل به سفید است که از حالت توده ی آن تهیه می شود. این ماده با استفاده از کریستالیزاسیون دوباره از دیگلیم گرم در دمای 50 درجه ی سانتیگراد تخلیص می شود. سدیم بورو هیدرید در حلال‌های پروتیک از قبیل الکل و آب قابل حل است. ترکیب سدیم بوروهیدرید با این حلالهای پروتیک باعث تولید مولکول هیدروژن می شود، اگرچه این واکنشها به نسبت آرام است. تجزیه ی کامل محلول متانول نزدیک به 90 دقیقه در دمای بیست درجه ی سانتیگراد طول میکشد. این ترکیب در محلولهای آبی خنثی و یا اسیدی تجزیه می شود، اما در pH=14 پایدار است.

## ساختار
سدیم بوروهیدرید یک ترکیب نمکی است که ار آنیون‌های تتراهدرال -BH4 تشکیل شده‌است. این ماده‌ی جامد به سه شکل α، β و ɤ یافت میشود. پایدارترین فرم آن در دما و فشار اتاق فرم آلفای آن است. فرم آلفای این ترکیب مکعبی بوده و به عنوان ساختار نوع NaCl شناخته می‌شود و در گروه فضایی Fm3m قرار می‌گیرد. در فشار GPa 3/6 ساختار آن به فرم تتراگونال (فرم بتا در گروه فضایی P421c) و در فشار GPa 9/8 به فرم اورتو رومبیک ( فرم گاما در گروه فضایی Pnma) تبدیل میشود.

## سنتز و نگهداری
جهت سنتز تجاری سدیم بوروهیدرید از دو روش براوون-اشلسینگر (Brown-Schlesinger) و بایر (Bayer) استفاده می شود. در روش براوون-اشلسینگر، سدیم بوروهیدرید در مقیاس صنعتی تهیه با روش ابتدایی اشلسینگر تهیه می شود. در این روش سدیم هیدرید که از واکنش سدیم با مولکول‌های هیدروژن به دست می آید با تری متیل بورات در دمای بین 250 تا 270 درجه ی سانتیگراد واکنش می‌دهد.
B(OCH3)3 + 4 NaH → NaBH4 + 3 NaOCH3
با تولید میلیون‌ها کیلوگرم از این ماده، سطح تولید آن در جهان از هر نوع مواد کاهنده‌ی هیدریدی بیشتر است. همچنین از برهم‌کنش NaH بر سطح شیشه‌ی بوروسیلیکات به‌دست‌ می‌آید.
در فرایند بایر سدیم بوروهیدرید از برهمکنش بوراکس، سدیم، هیدروژن، سیلیسیم اکسید در دمای 700 درجهی سانتیگراد سنتز میشود:
Na2B4O7 + 16 Na + 8 H2 + 7 SiO2 → 4 NaBH4 + 7 Na2SiO3
اخیراً تلاشهایی در جهت اصلاح روش بایر در جهت جایگزینی ماده ی کاهنده ی سدیم با منیزیم صورت گرفته‌است. دو روشی که در ادامه آورده شده اند به عنوان روشهایی در جهت اصلاح روش بایر ارائه شده اند. اما برای هر دو مورد هنوز مشکل بازدهی بالا و واکنش سریع حل نشده‌است:
8MgH2 + Na2B4O7 + Na2CO3 → 4 NaBH4 + 8 MgO + CO2
و
2MgH2 + NaBO2 → NaBH4 + 2 MgO

## واکنش پذیری

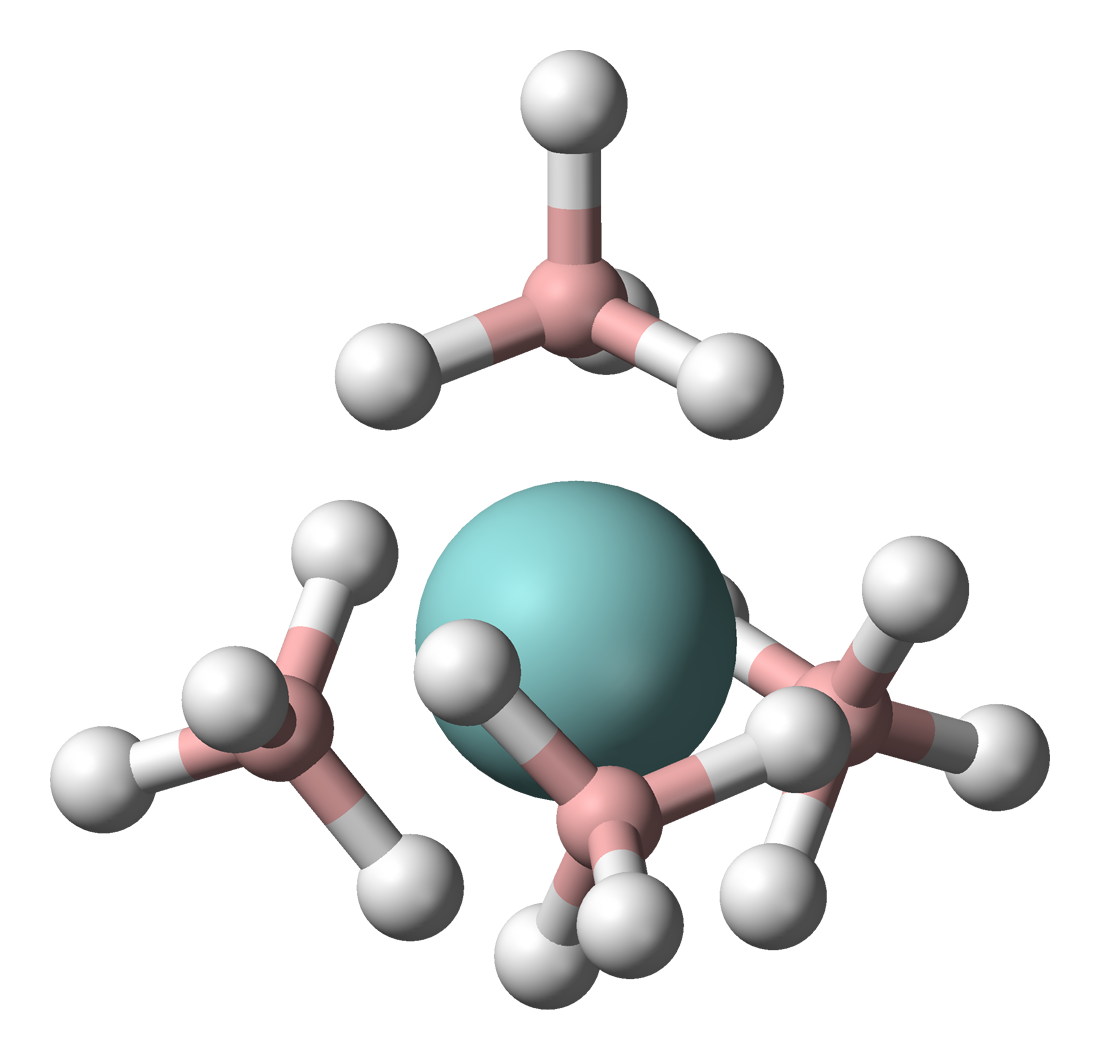
تصویری از ساختار سدیم تترابوهیدروبورات

سدیم بورو هیدرید باعث کاهش بسیاری ار ترکیبات آلی میشود. از این ترکیب بیشتر در تبدیل کتونها و آلدهیدها به الکل استفاده می شود. این ترکیب به‌طور مؤثر آسیل کلرایدها، انیدریدها، آلفا هیدروکسی لاکتونها، تیواسترها و ایمین‌ها را در دمای اتاق یا دمای پایینتر کاهش م یدهد. این ماده استرها را به آهستگی و با بازدهی کم در حضور مقدار زیادی از ماده و یا دمای بالا کاهش می دهد، در حالی که قادر به احیای کربوکسیلیک اسیدها و آمیدها نمی باشد. این ماده با تولید گاز هیدروژن و تشکیل نمک بورات با آب و الکل مخصوصاً در pHهای اسیدی واکنش می دهد.
اغلب از یک الکل معمولاً متانول و یا اتانول به عنوان حلال برای سدیم بوروهیدرید در احیای آلدهیدها و کتونها استفاده می شود.

## شیمی کئوردیناسیون
BH-4 یک لیگاند برای یونهای فلزی است. کمپلکس فلزات با بوروهیدرید از واکنش سدیم بوروهیدرید با هالیدهای فلزی به دست می آید. یک مثال تشکیل کمپلکس تیانوسن است.
2 C (5H5)2TiCl2 + 4 NaBH4 → 2 (C5H5)2TiBH4 + 4 NaCl + B2H6 + H2
کاربردها
کاربرد اصلی سدیم بوروهیدرید تولید سدیم دی تیونید از دی اکسید سولفور است. سدیم دی تیونید به عنوان سفیدکننده در تولید خمیر چوب و در صنعت رنگ سازی استفاده میشود.
همانطور که قبلاً اشاره شد سدیم بورو هیدرید آلدهیدها و کتونها را به الکلها ایا میکند. از این واکنش برای تولید آنتی‌بیوتیکهای مختلف از جمله کلرامفنیکول، دی هیدرواسترپتومایسین و تیوفنیکول استفاده میشود. ویتامین A و استروئیدهای مختلف با استفاده از سدیم بوروهیدرید در یک مرحله سنتز میشوند.
از سدیم بوروهیدرید در تهیهٔ نانو ذرات طلا به عنوان احیاکننده استفاده میشود.
سدیم بوروهیدرید به عنوان یک گزینهٔ حالت جامد برای ذخیره هیدروژن در نظر گرفته میشود. اگرچه دما و فشار عملی رأی ذخیره‌سازی هیدروژن به دست آورده نشده‌اند، در سال 2012 نانو ساختار هسته-پوسته از سدیم بوروهیدرید برای ذخیره‌سازی، رهایش و بازجذب هیدروژن تحت شرایط معتدل با موفقیت استفاده شد.
سدیم بوروهیدرید به عنوان عامل احیاکننده در فرایند تثبیت در کتاب و مدارک قدیمی استفاده میشود.

## ایمنی
سدیم بوروهیدرید منبع نمکهای بورات است و می‌تواند خورنده باشد، و یا منبع نمکهای هیدروژن یا دی بوران است که هر دو قابل اشتعال میباشند. اشتعال خود به خود میتواند از انحلال سدیم بوروهیدرید در دی متیل فرم آمید ناشی شود.